# Autostrada A50 (Polska)
Ten artykuł dotyczy przyszłego wydarzenia. Informacje w nim zawarte mogą się zmienić wraz z pojawieniem się nowych faktów, a początkowe doniesienia mogą być niepewne. Ostatnie aktualizacje tego artykułu mogą nie odzwierciedlać najbardziej aktualnych informacji.
Autostrada A50 – planowana autostrada w Polsce. Została dopisana do sieci autostrad i dróg ekspresowych na mocy rozporządzenia z dnia 24 września 2019 roku. Docelowo ma przejąć ruch tranzytowy z drogi ekspresowej S2. Planowane zakończenie budowy miało nastąpić w 2027 roku. Arteria ma stanowić południowy odcinek nowej obwodnicy Warszawy, której północny fragment będzie znajdował się w ciągu planowanej drogi ekspresowej S50. Nowa autostrada ma mieć długość około 100 km oraz po trzy pasy ruchu w każdą stronę.

## Kontrowersje
Wytyczenia możliwych korytarzy A50 spotkały się z krytyką wśród mieszkańców miast i gmin, które miały być przecięte tą drogą. Z inicjatywy mieszkańców gminy Wiązowna powstało prężnie działające stowarzyszenie ”Nie Tędy Droga” zrzeszające przeciwników budowy A50 na wytyczonym przez GDDKiA szlaku. Stowarzyszenie kontaktuje się z politykami, ministerstwem infrastruktury, władzami samorządowymi i walczy o zmianę toru budowy A50, ze względu na m.in. kumulację dróg w tym rejonie (w gminie Wiązowna – S17 i A2), Mazowiecki Park Krajobrazowy (który zostanie przecięty przez A50), pobliskie Narodowe Centrum Badań Jądrowych (w tym reaktor jądrowy Maria). Stowarzyszenie i mieszkańcy proponują przebieg A50 w miejscu, gdzie aktualnie mieści się południowa część drogi krajowej nr 50.